# Bretagne-de-Marsan

Bretagne-de-Marsan este o comună în departamentul Landes din sud-vestul Franței. În 2009 avea o populație de 1.394 de locuitori.

## Evoluția populației
| An        | 1975 | 1982 | 1990 | 1999 | 2006  | 2009  |
| --------- | ---- | ---- | ---- | ---- | ----- | ----- |
| Populație | 573  | 750  | 834  | 911  | 1.187 | 1.394 |